# 山由族
山由族，自称山瑶，因為音譯故寫作山由，艾族稱之為寨人，是越南官方認定的54个民族之一。人口12万6237人（1999年统计），主要分布在越南北方太原、永福、北江、广宁、宣光等省的山区，操山由話（屬於粵語欽廉方言，但含有客家話等元素）。
由於山由族自稱「山瑤」，八月革命前，法国人把山由人劃入瑤族中，成为瑶族的6个支系之一。但山由族與瑤族主體的語言、風俗、文化以及生產方式都相差遙遠。山由族應該與中國的畲族的淵源較深。現在，越南山由族的母語為山由話（屬於粤语），與中國大部分畬族使用的畲話（屬於客家話和畲語混合）有淵源，但融入了更多其他因素

## 語言文字
山由族的母語是山由話，是一種粵語土話。過去學者僅記錄山由族使用的是粵語方言，與廣東東部的粵客混合的水源音較接近。

## 歷史
從山由族的傳說和家譜得知，明末清初，即17世紀初葉，山由族從中國博羅縣、歸善縣的蛇人村遷入越南。他們的遷徙不是一次完成，而是陸陸續續遷入。據稱，當地的建築風格還在山由民居中有所體現。當地甚至還存留山由人的親戚。

## 文化
山由人是父系小家庭社會，家長是丈夫或者丈夫的父親。有李、陳、張、寧、徐、黎、葉、左等姓。他們認為，以前各姓都生活在一個共同的地方，都共同供祭一位祖先，後來分散到各地，相隔遠了。各姓都有字輩，有7個字，9個字，12個字的，每代用一個字輩，周而復始。同姓不相識的人，只要看字輩，就可以認出輩份，排出長幼，關係就會更親切。如小孩經常患病，認為難養，就得換姓。
山由人實行一夫一妻制。若妻子只生女兒不生兒子，可以納妾，但這種現像很少見。締結婚姻由兩個因素決定，一個是父母決定，另一個是看男女雙方的命是否合。一般同姓不通婚，如同姓結婚則要相隔5代以上。此外，還要舉行向祖先謝罪禮才能結為夫妻，現在這種情況也不多見。張姓和李姓則不通婚。終身入贅的上門郎不改姓，但可繼承妻家財產，有義務供祭自己和妻子的祖先，在神枱上，左邊的香爐是上門郎祖先的神位，右邊的香爐是妻子祖先的神位。山由人過去只和本民族通婚，現在已與華、京、岱族和高欄、山子人通婚。
山由人婚禮的花費很大，具有買賣婚姻的性質。與一般婚禮不同的是，山由人的婚禮要在女方家舉行，要煮熟兩個雞蛋或鴨蛋，用兩根紅線穿過雞蛋或鴨蛋，每根串上兩枚銅錢，碟子置兩張剪成的紙花，上面是紅紙花，下面是白紙花，蛋放在紙花上。旁邊置供祭祖先的酒瓶，新郎新娘把蛋殼剝掉，把蛋黃溶於酒中，敬請每位賓客飲一口，先是新郎一方的長者，後是女方的長者，再輪到一般的客人，飲者感到榮幸，祝福一對新人幸福，白頭到老。青年們歌唱歡樂，然後在新娘家過夜，翌晨，送新娘到新郎家。
喪葬也有其特點，父母死後入葬，兒子要在墳穴左邊爬行，女兒要在右邊爬行，邊爬行邊培土入墳穴，完畢之後各人抓一把土，賽著跑回家，不能回頭，可把手上的土撒入雞欄、牛欄、豬欄，意思是讓家禽、家畜興旺繁殖。然後又迅速跑去坐穀桶，如果誰的褲子沾上的穀粒多，誰就幸運，有福氣。在指定的地方置有一隻熟雞，第一個到來的人吃雞冠，依次吃雞翅，待雞吃完，葬禮就結束，3年後再拾骨舉行二次葬。
山由人一家一年內不能添兩個新人，即同一年生孩子和娶媳婦，否則得到家外面去分娩。

## 資源來源
1. ↑  .   [2020-11-27]. （原始内容存档于2020-12-24）.
2. ↑  袁仕侖. .
3. 1 2 3  .   [2019-12-19]. （原始内容存档于2019-12-19）.
4. ↑  Pham Thi Phuong Thai. Pham Thi Phuong Thai , 编. . Thai Nguyen. 2014. ISBN 978-604-915-140-8.
5. 1 2